# Diplotaxis obregon
Diplotaxis obregon är en skalbaggsart som beskrevs av Patricia Vaurie 1958. Diplotaxis obregon ingår i släktet Diplotaxis och familjen Melolonthidae. Inga underarter finns listade i Catalogue of Life.